# Nylandssjön, Medelpad
Nylandssjön är en sjö i Sundsvalls kommun i Medelpad och ingår i Selångersåns huvudavrinningsområde. Sjön har en area på 0,0724 kvadratkilometer och ligger 186,5 meter över havet.

## Delavrinningsområde
Nylandssjön ingår i det delavrinningsområde (693862-155698) som SMHI kallar för Ovan Fängsjöbäcken. Medelhöjden är 245 meter över havet och ytan är 18,06 kvadratkilometer. Räknas de 5 avrinningsområdena uppströms in blir den ackumulerade arean 43,38 kvadratkilometer. Sulån som avvattnar avrinningsområdet har biflödesordning 2, vilket innebär att vattnet flödar genom totalt 2 vattendrag innan det når havet efter 34 kilometer. Avrinningsområdet består mestadels av skog (85 procent). Avrinningsområdet har 0,07 kvadratkilometer vattenytor vilket ger det en sjöprocent på 0,4 procent.